# 鱼腥脑岛灯塔
鱼腥脑岛灯塔是浙江省岱山县境内的一座灯塔。灯塔位于火山列岛极西的鱼腥脑岛，邻近中国南北航线的必经之路，且为15海里内的唯一助航标志。1872年，灯塔由英国人赫德建造。2011年，鱼腥脑岛灯塔与舟山市和宁波市境内的其他十二座灯塔被列入第三次全国文物普查百大新发现，并于2013年成为全国重点文物保护单位。